# Cal Vaqué
Cal Vaqué és una obra modernista de Guissona (Segarra) protegida com a Bé Cultural d'Interès Local.

## Descripció
Edifici modernista de dues plantes, que utilitza com a materials constructius el maó i la pedra arrebossada.
Aquesta construcció es divideix amb tres cossos verticals, per mitjà d'unes pilastres de maó.
A la planta baixa observem una porta de magatzem rectangular al centre, i unes finestres rectangulars horitzontals protegides amb una reixa de forja als cossos laterals.
A la primera planta apareixen tres portes balconeres sense barana, amb unes obertures d'arc rebaixat de tres cossos.
L'edifici es corona amb tres frontals ondulats amb un forat el·líptic al centre, dividits per uns merlets escalonats de maó.